# Festival Internacional de Cinema de Sant Sebastià 1978
La 26a edició del Festival Internacional de Cinema de Sant Sebastià va tenir lloc entre el 9 i el 20 de setembre de 1978. En aquesta edició continuava tenint la categoria A de la FIAPF, és a dir, festival competitiu no especialitzat.

## Desenvolupament
El Festival fou inaugurat el 9 de setembre de 1978 per l'alcalde Fernando de Otazu, el governador civil Antonio de Oyarzábal, el conseller de cultura basc José Antonio Maturana Plaza i els tres presidents del festival, amb la projecció fora de concurs de Comboi de Sam Peckinpah. En total s'hi projectarien 300 pel·lícules en les seccions oficial, "Nous creadors" (amb 12 pel·lícules espanyoles), cinema dirigit per dones, retrospectives "al cinema que no vam veure en els darrers anys" (pel·lícules de Nagisa Oshima, Pudovkin, Dovjenko, Munk, Orson Welles, Marco Ferreri, Bellochio) i "cinema com a expressió de la cultura nacional", així com la secció informativa i passes de pel·lícules amb intenció comercial.
El dia 10 es van projectar, dins la secció oficial, Se busca muchacha de buena presencia y motorizado con moto propia i En och en, mentre que d'altres seccions es projectaren Tornar a casa de Hal Ashby, La portentosa vida del pare Vicent de Carles Mira i La villeggiatura, de Marco Leto. El dia 11 es projectaren Utopia i Un hombre llamado Flor de Otoño mentre que a la secció informativa es projectaven El camino hacia la muerte del viejo Reales de Gerardo Vallejo i Der Händler der vier Jahreszeiten de Rainer Werner Fassbinder. El dia 12 es projectaren A Wedding i El asesino de Pedralbes, mentre que de la secció "Nous Realitzadors" es projectaren Con mucho cariño de... de G. García, Jazz-Band de Pupi Avati i Sentados al borde de la mañana con los pies colgando, d'Antonio Betancourt. El dia 13 es projectaren l'hongaresa Olyan mint otthon i la polonesa Rekolekcje, el 14 la italiana Il ritorno di Casanova i l'espanyola Jaque a la dama, i el 15 Le Dossier 51 i la cubana Pablo de Víctor Casaus, en general considerades per la crítica pel·lícules grises, alhora que en una roda de premsa Jaime Camino per discriminar la seva pel·lícula a la secció informativa La vieja memoria per raons polítiques. El dia 16 es projectaren Alambrista! i Sonámbulos i visitaren el festival Robert Altman i Geraldine Chaplin, el 17 The Class of Miss MacMichael i Skytten, el 18 El lugar sin límites i Stín létajícího ptácka, el 19 les fora de concurs Al servicio de la mujer española i Interiors El dia 20 es projectaren Smiatenie txuvstv i Llaços de sang i es van donar a conèixer els premis.

## Jurat oficial
- Leslie Caron
- Luigi Comencini
- José Luis García Sánchez
- Miguel Littín
- Koldo Mitxelena
- Sándor Sára
- Krzysztof Zanussi

## Retrospectives

### Cinema que no vam veure en els darrers anys
- Arsenal (1929) d'Oleksandr Dovjenko
- Cerro Pelado (1966) de Santiago Álvarez
- Ciclón (1963) de Santiago Álvarez
- Der Krieg der Mumien (1974) de Walter Heynowski i Gerhard Scheumann
- El hombre de Maisinicú (1973) de Manuel Pérez Paredes
- Freaks (1932) de Tod Browning
- Hasta la victoria siempre (1967) de Santiago Álvarez
- Historias de la revolución (1960) de Tomás Gutiérrez Alea
- Els caníbals (1970) de Liliana Cavani
- La llavor de l'home (1969) de Marco Ferreri
- Indonesia Calling (1946) de Joris Ivens
- Kōshikei (1968) de Nagisa Oshima
- La canción del turista (1967) de Pastor Vega
- La villeggiatura (1973) de Marco Leto
- Las Hurdes, tierra sin pan (1933) de Luis Buñuel
- Le 17e Parallèle (1968) de Joris Ivens
- Lucía (1968) d'Humberto Solás Borrego
- Macbeth (1948) d'Orson Welles
- Manuela (1966) d'Humberto Solás Borrego
- La mare (1926) de Vsèvolod Pudovkin
- Misère au Borinage (1933) de Joris Ivens i Henri Storck
- Nel nome del padre (1972) de Marco Bellocchio

### Cinema com a expressió de la cultura nacional
- Casablanca (1942) de Michael Curtiz
- El verdugo (1963) de Luis García Berlanga
- Gishiki (1971) de Nagisa Oshima
- Der Händler der vier Jahreszeiten (1972) de Rainer Werner Fassbinder
- Los hijos de Fierro (1972) de Fernando Solanas
- Nel nome del padre (1972) de Marco Bellocchio
- La paraula (1955) de Carl Theodor Dreyer
- Szegénylegények (1965) de Miklós Jancsó
- El miracle d'Anna Sullivan (1962) d'Arthur Penn
- Une femme douce (1969) de Robert Bresson
- Wesele (1972) d'Andrzej Wajda

### Cinema fet per dones
- L'esercito di Scipione de Giuliana Berlinguer
- Vámonos, Bárbara de Cecilia Bartolomé
- Örökbefogadás de Márta Mészáros
- Adieu voyages lents de Marie-Geneviève Ripeau
- Aloïse de Liliane de Kermadec
- Ben et Bénédict de Paula Delsol
- Daguerréotypes d'Agnès Varda
- Die allseitig reduzierte Persönlichkeit – Redupers de Helke Sander
- Double Day/La doble jornada d'Helena Solberg
- El joc de la poma de Věra Chytilová
- Hustruer d'Anja Breien
- Els caníbals de Liliana Cavani
- India Song de Marguerite Duras
- Jeanne Dielman, 23 Quai du Commerce, 1080 Bruxelles de Chantal Akerman
- Nou mesos de Márta Mészáros
- Krília de Larissa Xepitko
- L'una canta, l'altra no d'Agnès Varda
- La xicota del pirata de Nelly Kaplan
- La petición de Pilar Miró
- Mais qu'est-ce qu'elles veulent ? de Coline Serreau
- Maternale de Giovanna Gagliardo
- Paradistorg de Gunnel Lindblom
- Strannaia jenxtxina de Iuli Raizman
- Ta' det som en mand, frue de Mette Louise Knudsen, Elisabeth Rygaard i Li Vilstrup
- Voskhozhdenie de Larissa Xepitko

## Selecció oficial
Les pel·lícules de la selecció oficial de 1978 foren:
- Alambrista! de Robert M. Young
- A Wedding de Robert Altman
- Al servicio de la mujer española de Jaime de Armiñán (fora de concurs)
- Llaços de sang de Claude Chabrol
- Comboi de Sam Peckinpah  (fora de concurs)
- El asesino de Pedralbes de Gonzalo Herralde
- El lugar sin límites d'Arturo Ripstein
- En och en d'Erland Josephson, Sven Nykvist i Ingrid Thulin
- Il ritorno di Casanova de Pasquale Festa Campanile
- Interiors de Woody Allen  (fora de concurs)
- Jaque a la dama de Francisco Rodríguez Fernández
- Le dossier 51 de Michel Deville
- Olyan mint otthon de Márta Mészáros
- Pablo de Víctor Casaus
- Rekolekcje de Witold Leszczyński
- Se busca muchacha de buena presencia y motorizado con moto propia d'Alfredo J. Anzola
- Skytten de Tom Hedegaard
- Smiatenie txuvstv de Pavel Arsénov
- Sonámbulos de Manuel Gutiérrez Aragón
- Stín létajícího ptácka de Jaroslav Balík
- The Class of Miss MacMichael de Silvio Narizzano
- Un hombre llamado Flor de Otoño de Pedro Olea
- Utopia d'Iradj Azimi

## Nous realitzadors
- ¡Arriba Hazaña! de José María Gutiérrez Santos
- Alias: El rey del Joropo de Carlos Rebolledo
- Con mucho cariño de Gerardo García
- Con uñas y dientes de Paulino Viota Cabrero
- De mica en mica s'omple la pica de Carlos Benpar
- Jazz band de Pupi Avati
- La portentosa vida del pare Vicent de Carles Mira
- Marián de Luis Martínez Cortés
- O Cortiço de Francisco Ramalho Jr.
- O pai de Migueliño de Miguel Castelo Agra
- Paraíso de Miguel G. Luxemburgo
- Sentados al borde de la mañana, con los pies colgando d'Antonio José Betancor Curbelo
- Serenata a la claror de la lluna de Carles Jover i Josep Antoni Salgot
- Simplicio de Franco Rubartelli
- Tiempos de constitución de Rafael Gordon
- Toque de queda d'Iñaki Núñez
- Un maestro de Cayetano del Real
- Una settimana come un'altra de Daniele Costantini
- Zdjęcia próbne d'Agnieszka Holland

## Cinema basc
- El mayorazgo de Basterretxe (1929) de Víctor Azkona
- Sinfonía vasca (1936) d'Adolf Trotz
- Irrintzi (1978) de Mirentxu Loiarte
- Ekialdeko izarra (1977) de Juanba Berasatagi
- Mamutxen Jokoa (1976) d'Aurelio Garrote Pérez
- Udazkena Busturialdean (1977) d'Aurelio Garrote Pérez i Jon Bernat Heinink

## Palmarès
Els premis atorgats en aquesta edició foren:
- Conquilla d'Or a la millor pel·lícula: Alambrista! de Robert M. Young
- Conquilla d'Or (curtmetratge): La edad del silencio, de Gabriel Blanco del Castillo
- Conquilla de Plata al millor director: Sonámbulos de Manuel Gutiérrez Aragón
- Conquilla de Plata (ex aequo)
  - Olyan mint otthon de Márta Mészáros 
  - Le dossier 51 de Michel Deville
- Premi Sant Sebastià d'interpretació femenina: Carol Burnett, per A Wedding de Robert Altman
- Premi Sant Sebastià d'interpretació masculina: José Sacristán, per Un hombre llamado Flor de Otoño de Pedro Olea
- Premi Perla del Cantàbric a la millor pel·lícula de parla hispana: El asesino de Pedralbes de Gonzalo Herralde
- Premi especial del Jurat: El lugar sin límites d'Arturo Ripstein